# Mosonudvar, Győr-Moson-Sopron
Mosonudvar  este un sat în districtul Mosonmagyaróvár, județul Győr-Moson-Sopron, Ungaria, având o populație de 435 de locuitori (2011). 

## Demografie
Componența etnică a satului Mosonudvar
     Maghiari (97,31%)
     Români (1,61%)
     Germani (1,08%)
Componența confesională a satului Mosonudvar
     Romano-catolici (35,63%)
     Fără religie (26,67%)
     Reformați (4,37%)
     Greco-catolici (1,15%)
     Atei (1,15%)
     Necunoscută (30,11%)
     Luterani (0,92%)
Conform recensământului din 2011, satul Mosonudvar avea 435 de locuitori. Din punct de vedere etnic, majoritatea locuitorilor (97,31%) erau maghiari, existând și minorități de români (1,61%) și germani (1,08%). Nu există o religie majoritară, locuitorii fiind romano-catolici (35,63%), persoane fără religie (26,67%), reformați (4,37%), greco-catolici (1,15%) și atei (1,15%). Pentru 30,11% din locuitori nu este cunoscută apartenența confesională.